# Reinas del Carnaval, Llamadas y Escuelas de Samba
Reinas del Carnaval, Llamadas y Escuelas de Samba fue un certamen de belleza que se realizó desde 1943 hasta 2017 en Montevideo. Posteriormente, en el año 2018 se llevó a cabo el certamen de "Figuras del Carnaval, Llamadas y Escuelas de Samba". Actualmente el concurso ha dejado de realizarse.

## Historia

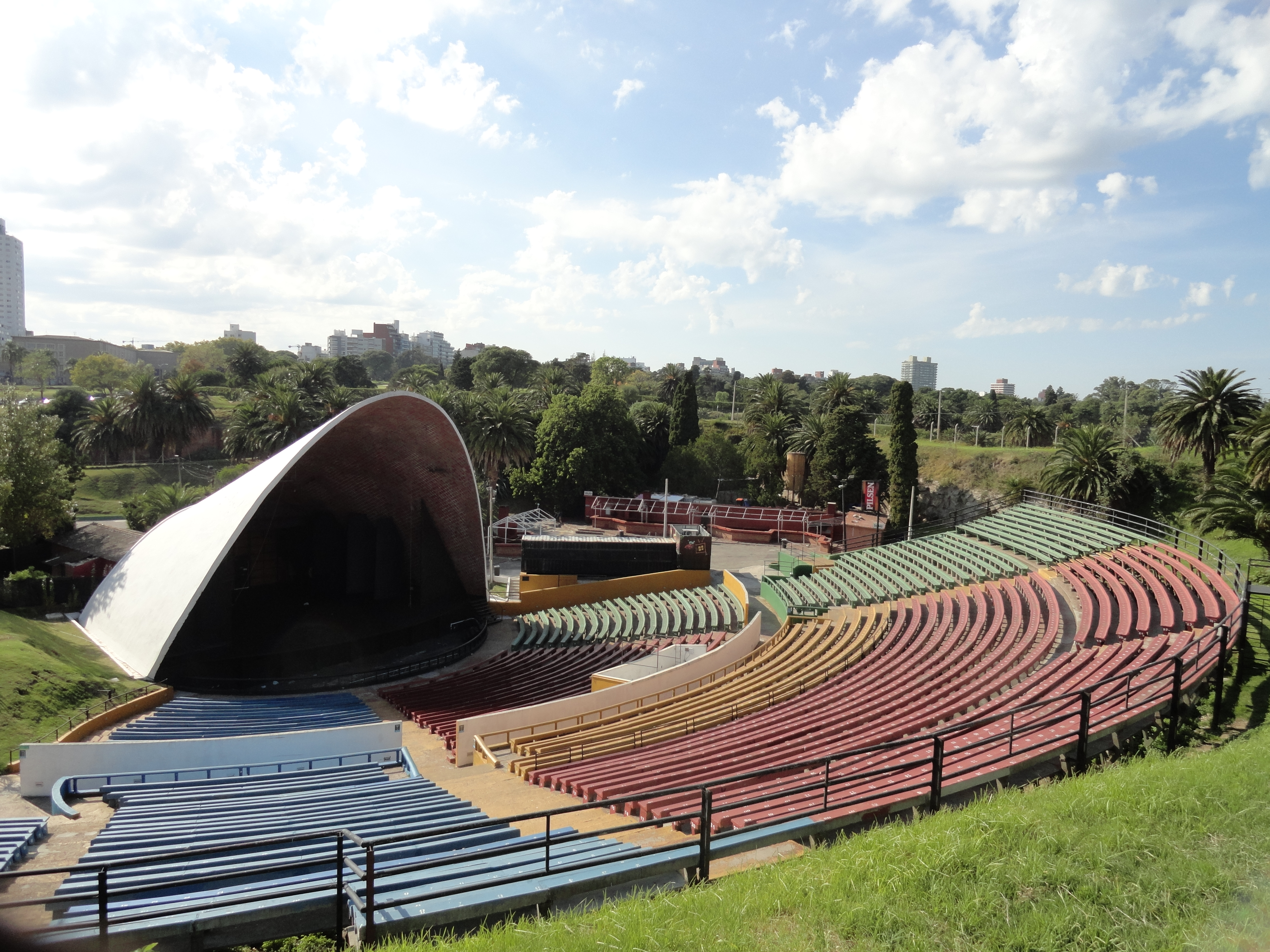
Teatro de Verano Ramón Collazo en 2013.

Desde 1943 comenzaron a elegirse por concurso oficial la Reina y Vicereinas de Caranval, que desfilaban las comparsas de negros con sus tamboriles, sus danzas, sus estandartes y símbolos. El concurso se lleva a cabo en el Teatro de Verano Ramón Collazo.
En dicho certamen participan jóvenes mayores de 18 años y no hay un límite máximo de edad desde 2015.
El concurso consta de 3 categorías reinas de carnaval, llamadas y escuelas de samba, está última categoría fue incluida desde 2009. Aproximadamente 35 jóvenes participan del concurso cada una representando una categoría. Al final de la velada se eligen las reinas de cada categoría y sus respectivas 1º y 2º vicereina. 
Desde 2016 se realizó un cambio generando una apertura a la participación masculina,
a través de la implementación de embajadoras y embajadores del Carnaval de Uruguay. En 2017 se  habilita la
participación de las personas transgénero.
El jurado de la Intendencia de Montevideo son cinco personas idóneas en carnaval, temática de género y cultura popular.
El premio consiste en una suma de dinero otorgada por los organizadores Intendencia de Montevideo, también se le entrega corona, banda y premios otorgados por marcas las cuales auspician el certamen.
Las reinas electas forman parte del desfile inaugural de carnaval, que se realiza en la Avenida 18 de Julio, donde desfilan las agrupaciones del carnaval, y deben encabezar cada desfile y corso barrial montadas en un carro alegórico con el objetivo representar el Carnaval en Montevideo.

## Reinas
| Año  | Reina de Carnaval                   | Reina de Llamadas    | Reina de Escuelas de Samba |
| ---- | ----------------------------------- | -------------------- | -------------------------- |
| 2002 | Cecilia Villa                       | Paola Correa         |                            |
| 2003 | Giannina Silva                      | Yessica Rivero       |                            |
| 2004 | Fiorella Mazzino                    | María Noelia Álvarez |                            |
| 2005 | María José Álvarez                  | Bárbara Peña         |                            |
| 2006 | Nadia Bauzán                        | Noelia Brites        |                            |
| 2007 | Florencia Mazzino & Mariné Villalba | Nadia Benítez        |                            |
| 2008 | Valentina Gutiérrez                 | Georgina Piriz       |                            |
| 2009 | Eliana Sabrina Olivera Gonnet       | Paula Juvencio       | Romina Rodríguez           |
| 2010 | Luciana Pernas                      | Angie Garés          | Andrea Acosta              |
| 2011 | Vanessa Canepa                      | Natalia Maciel       | Stephanie Dominzain        |
| 2012 | Lucía Garrido                       | María Fátima Curcio  | Carolina Suárez            |
| 2013 | Patricia Lafuente                   | Lourdez Marcucci     | Melisa Benítez             |
| 2014 | Annabella Quenón                    | Tamara Pasenando     | Leticia Alonso             |
| 2015 | Carla Clavijo                       | Romina Reynaldo      | Norali Vázquez             |
| 2016 | Pamela Blanco                       | Leticia Reyes        | Fiorella Saravia           |
| 2017 | Lucía Di Pietro                     | Tamara Esnal         | Sabrina Quenón             |

## Vice Reinas
| Año  | 1.er Vice Reina de Carnaval | 1.er Vice Reina de Llamadas | 1.er Vice Reina de Samba |
| ---- | --------------------------- | --------------------------- | ------------------------ |
| 2002 | Dahiana Sánchez Lorenzo     | Daiana Rodríguez            |                          |
| 2003 |                             |                             |                          |
| 2004 |                             |                             |                          |
| 2005 | Paula Migliónico            | Sofía Ricarte               |                          |
| 2006 | Daiana Sequeira             | Stefani López               |                          |
| 2007 | No hubo                     | Natalia Martinez            |                          |
| 2008 | Mariana Magariños           | Sabrina Quintana            |                          |
| 2009 | Cristina Ibarra             | Camila Vidarte              | Karen Direna             |
| 2010 | Micaela Larroca             | Laura Caballero             | Carolina Suárez          |
| 2011 | Claudia Sosa                | Juliana Céspedes            | Leticia Alonso           |
| 2012 | Camila Chiffone             | Yamila Viera                | Micaela Salgado          |
| 2013 | Oriana Caro                 | Vanina Sisnández            | Yanaina Suárez           |
| 2014 | Natasha Cheissa             | Aimara Clemente             | Natalia Alcántara        |
| 2015 | Natalie Ramírez             | Támara Rodríguez            | María Fernanda Castillo  |
| 2016 | Dahiana Romero              | Angie Garín                 | Romina De León           |
| 2017 | Lorena Sosa                 | Leticia Sosa                | Romina Miranda           |

| Año  | 2.ª Vice Reina de Carnaval | 2.ª Vice Reina de Llamadas | 2.ª Vice Reina de Samba |
| ---- | -------------------------- | -------------------------- | ----------------------- |
| 2002 | Daiana Sánchez Colmán      | María Noelia Álvarez       |                         |
| 2003 |                            |                            |                         |
| 2004 |                            |                            |                         |
| 2005 | Florencia Mazzino          | Zaira Quiroz               |                         |
| 2006 | Karina Fernández           | María José Fleitas         |                         |
| 2007 | Ana Laura Guelmo           | Sharón Suárez              |                         |
| 2008 | Tania Sérres               | Valeria Pintos             |                         |
| 2009 | Leticia Etcheverry         | Stephanie Acosta           | Dahiana Pineda          |
| 2010 | Caren Antón                | Vanina Sisnández           | Carolina Mata           |
| 2011 | Noelia Esmoris             | Daniela Huelmo             | Jennifer Benavente      |
| 2012 | Melanie Ormazábal          | Emily Centrone             | Camila Cantos           |
| 2013 | Romina D'Eboli             | Evelyn Bargas              | Joselyn Gómez           |
| 2014 | Joseline Machín            | Daniela Huelmo             | Ana Patricia Viana      |
| 2015 | Carolina Díaz              | Gimena Fortes              | María Belén Ramírez     |
| 2016 | Danna Baéz                 | Maira Rosas                | Florencia Brum          |
| 2017 | María Luján Más            | Marianela Noble            | Jennyfer Fleitas        |